# Distretto di Mchinji
Il distretto di Mchinji (Mchinji District) è uno dei ventotto distretti del Malawi, e uno dei nove distretti appartenenti alla Regione Centrale. Copre un'area di 3356 km² ed ha una popolazione complessiva di 381 335 abitanti (114 ab./km²). Il capoluogo del distretto è Mchinji (ab. 11.408). 